# Gilbert Hamilton
Le comte David Gustaf Gilbert John Wilhelm Hamilton, né le 20 mars 1869 et mort le 11 août 1947 au château de Hedensberg dans le Västmanland, est un aristocrate et officier suédois qui s'engagea aux côtés de l'Allemagne, pendant la Première Guerre mondiale.

## Biographie
Le comte Hamilton est le fils du comte Gustaf Malcolm Hamilton (mort en 1914 et héritier du fideicommis de Hedensberg) et de son épouse, née baronne Sophie-Louise von Barnekow. Il est officier après ses études à l'académie militaire de Karlberg en 1891. Il participe à la guerre gréco-turque de 1897, à la seconde guerre des Boers et à la guerre russo-japonaise. Au début de la Grande Guerre, il est capitaine du 2e escadron de la garde de Stockholm. Le 27 octobre 1914, il s'engage comme officier dans l'armée prussienne.
Le comte Hamilton combat sur le front de l'est. Il est chef d'escadron à la frontière austro-hongroise dans les Carpates et, entre 1915 et 1918, chef du 22e bataillon de chasseurs de réserve. Il combat en Russie Blanche et en Ukraine, ainsi qu'à la bataille de Pinsk. Il est ensuite en Finlande dans le bataillon Hamilton de la brigade Brandenstein (en) et fait partie de l'expédition allemande de la division de la Baltique (Ostsee-Division, commandée par le général von der Goltz) à partir de mars 1918, qui contre l'offensive bolchévique et met fin à la guerre civile finlandaise.
Le comte Hamilton est à la tête, en juin 1918, du régiment de cuirassiers Graf Wrangel et retourne combattre en Ukraine. Cependant la fin de la guerre est proche, puis la révolution chasse le kaiser qui trouve asile en Hollande. Ceci affecte Hamilton qui est un défenseur de la souveraineté impériale. Le comte, avec plus de 100 000 autres soldats, fait une longue marche de Kiev à Königsberg, où il arrive le 20 février 1919 et demeure avec les autres corps francs de la Baltique.
Le comte Gilbert Hamilton retourne en Suède dans le courant de 1920 et prend ensuite le commandement du régiment de hussards de Småland qui a ses quartiers à Eksjö. Le comte fait partie de la suite du kaiser en exil à Doorn de 1929 à 1941. C'est un opposant de la république de Weimar, mais aussi du Troisième Reich, car c'est un fervent monarchiste. Cependant Hitler, qui voulait à la veille de l'offensive s'allier les milieux monarchistes conservateurs, le nomme général de réserve de l'armée allemande, au rang de Generalmajor, le 25 août 1939. Le comte ne refuse pas et se rend à Berlin pour la cérémonie.
Il est l'auteur d'un livre racontant ses exploits pendant la Première Guerre mondiale intitulé I fält, paru en 1919.

## Famille
Gilbert Hamilton se marie une première fois en 1898 avec Marie-Antoinette-Marguerite von Seume (morte en 1921), de famille allemande sujette de l'Empire russe, et en secondes noces avec une roturière suédoise, Karin Liberg.

## Source
- (sv) Cet article est partiellement ou en totalité issu de l’article de Wikipédia en suédois intitulé « Gilbert Hamilton (1869-1947) » (voir la liste des auteurs).